# Grand Lisboa
Grand Lisboa (chinês tradicional: 新葡京) é um hotel localizado em Macau, propriedade da Sociedade de Turismo e Diversões de Macau, o hotel foi projetado pelos arquitetos de Hong Kong, Dennis Lau e Ng Chun Man. Seus restaurantes e casino foram inaugurados em 11 de fevereiro de 2007, enquanto o hotel foi inaugurado em 17 de dezembro de 2008. Grand Lisboa é o edifício mais alto de Macau e o 118.º edifício mais alto do mundo (por detalhe arquitetónico).

## Galeria

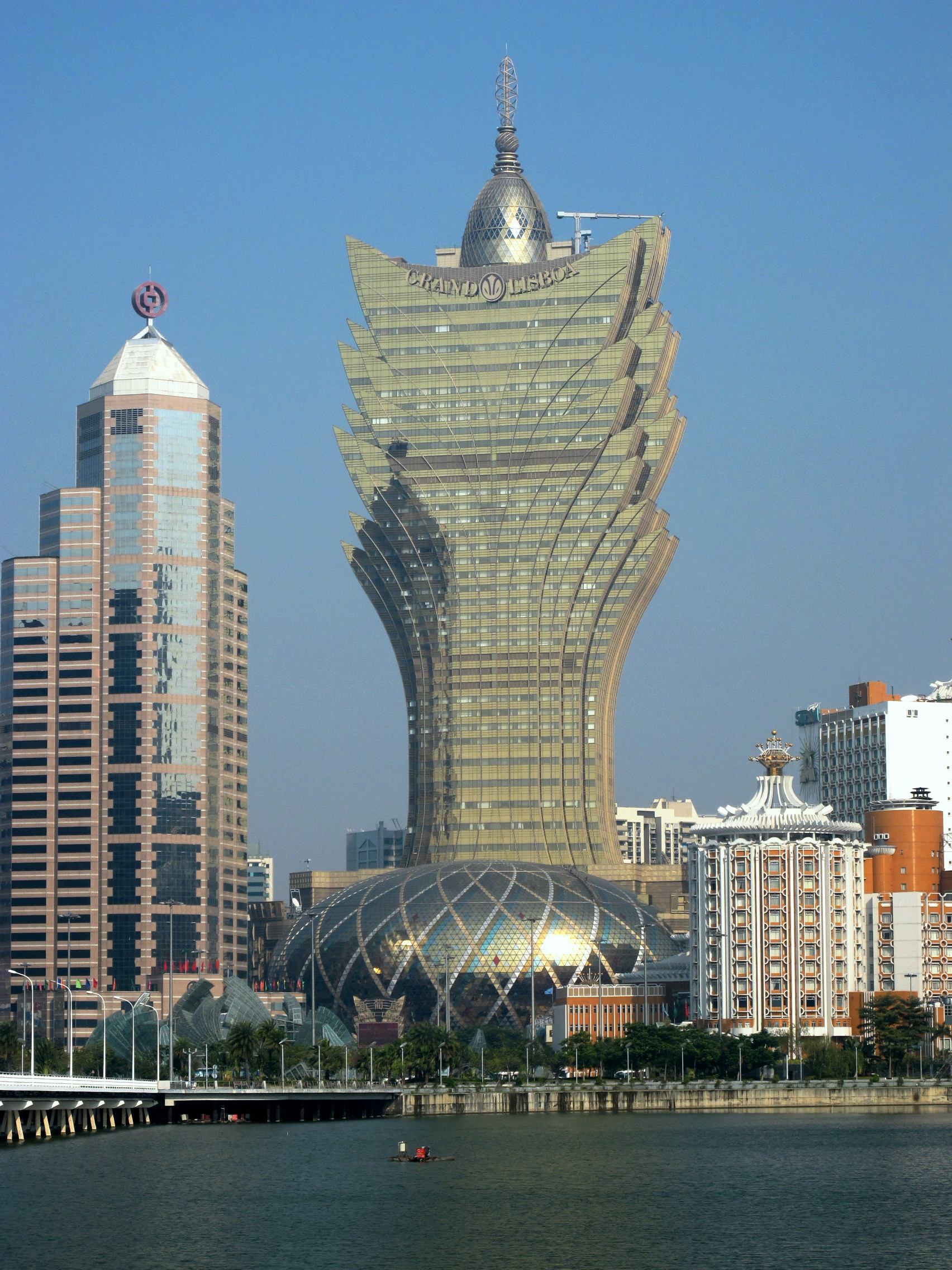
Vista panorâmica do hotel.
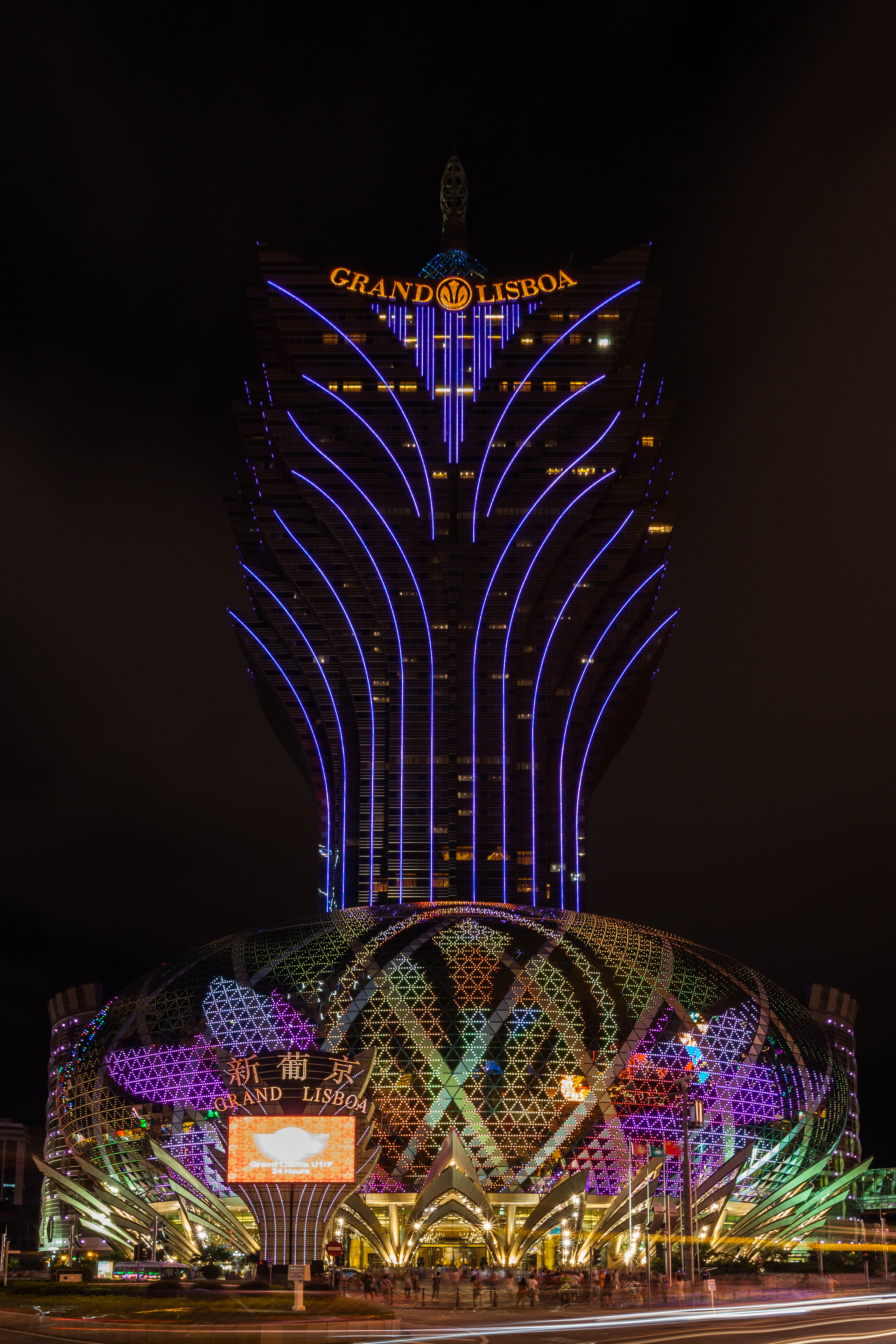
Vista do Casino Grand Lisboa, à noite.
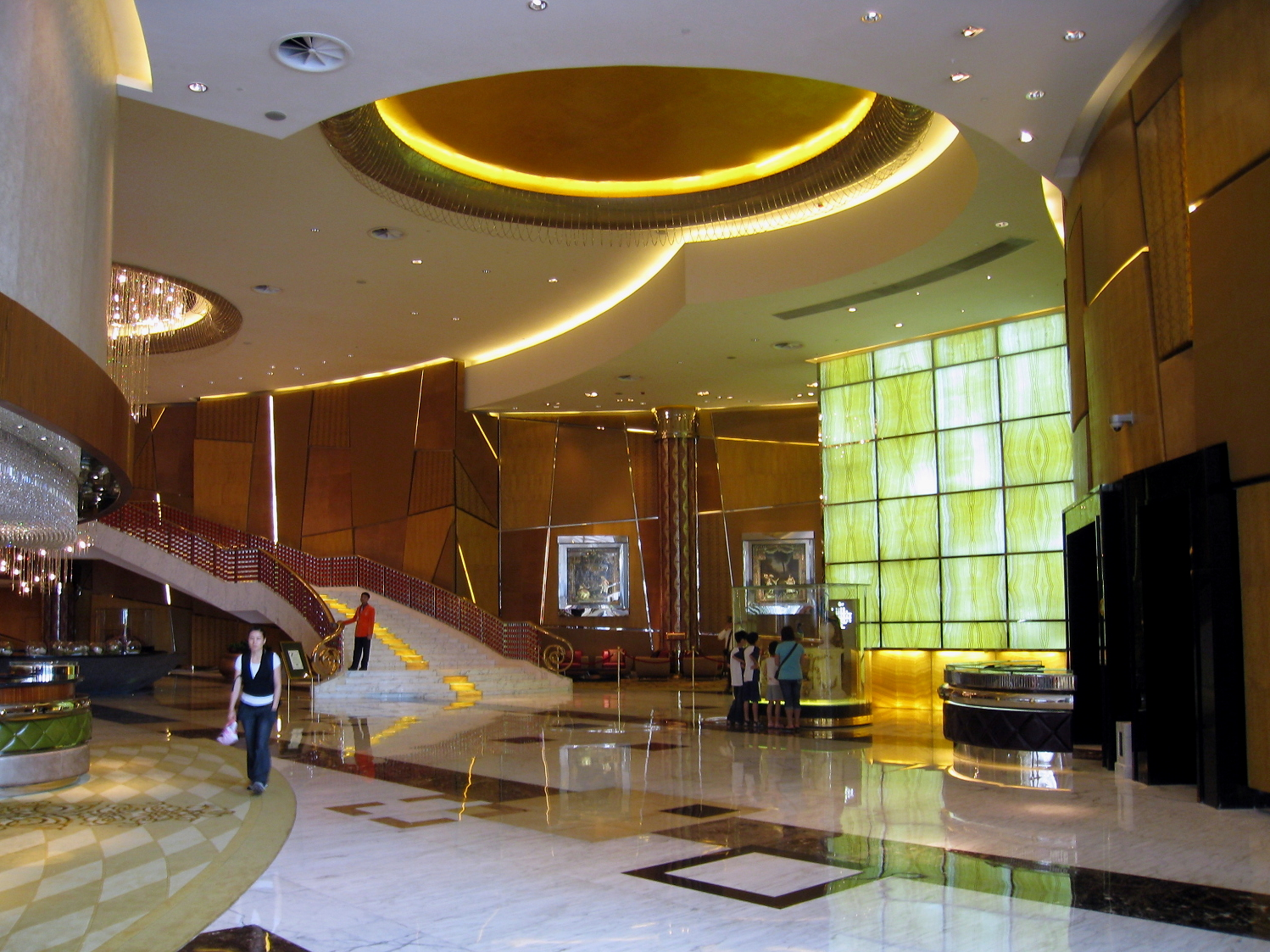
Entrada do hotel.
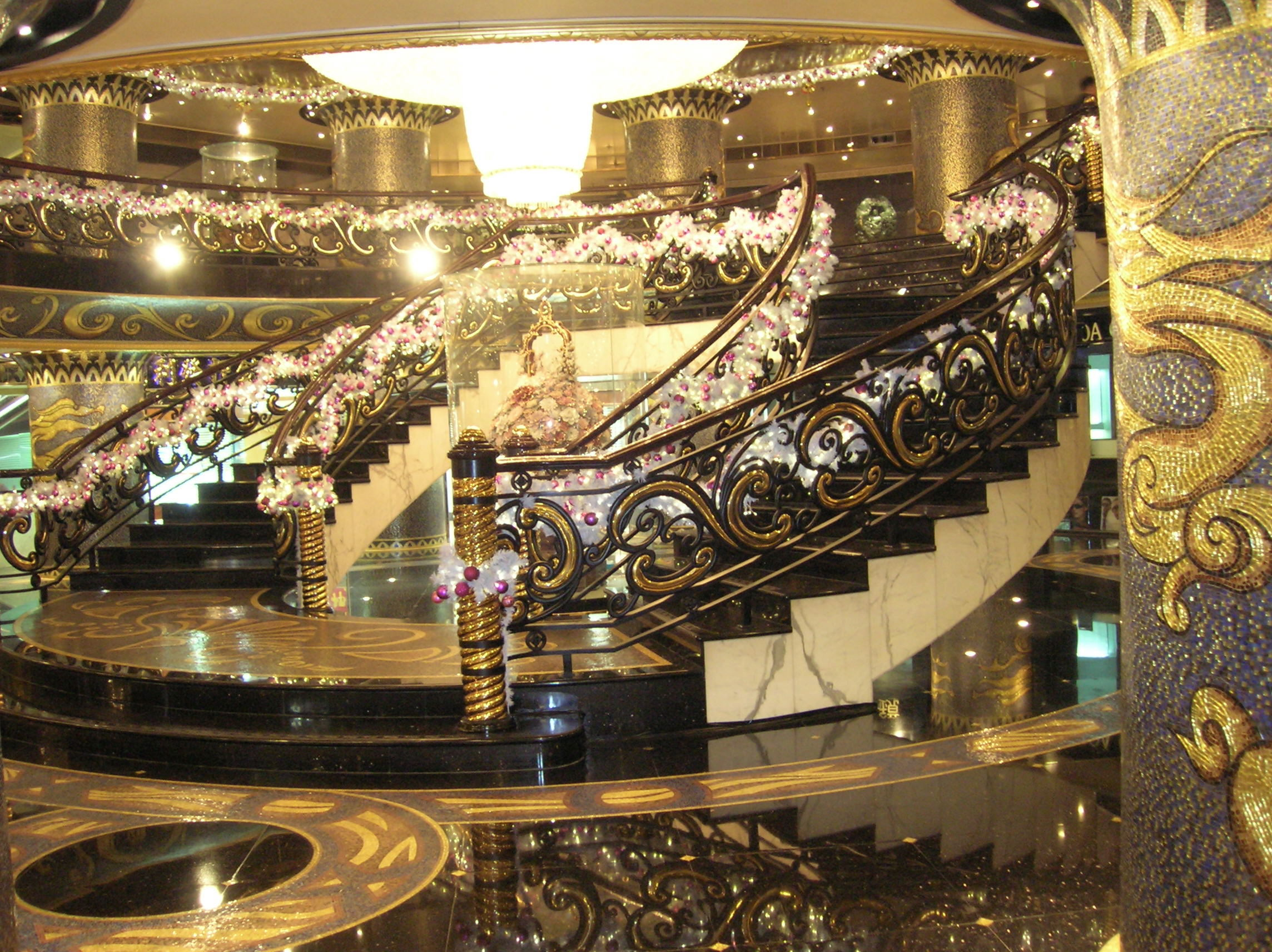
Interior do hotel.